# Hayange
Hayange (Duits: Hayingen in Lothringen) (Luxemburgs: Hengen ) is een gemeente in het Franse departement Moselle in de regio Grand Est. De plaats maakt sinds 1 januari 2015 deel uit van het arrondissement Thionville. De gemeente telde 16.013 inwoners op 1 januari 2022.

## Geschiedenis
Al in de Romeinse tijd werd er ijzererts gewonnen in Hayange. Dit bleef zo in de Middeleeuwen en in 1323 werd een eerste ijzersmederij geopend. Onder invloed van familie de Wendel werd Hayange van 1706 tot 2011 het centrum van de Lotharingse ijzer- en staalindustrie. Zij industrialiseerden het proces en introduceerden het gebruik van cokes en nieuwe Britse technieken.
In 1930 werd er een nieuwe woonwijk gebouwd langs de route de Ranguevaux, maar pas in periode 1945-1975 was er een forse groei van de bevolking en werden nieuwe woonwijken en appartementsgebouwen opgericht.
In 1970 werd Saint-Nicolas-en-Forêt opgenomen in de gemeente, een jaar later volgde Marspich en in 1972 Ranguevaux. In 1987 werd de laatste plaats weer een zelfstandige gemeente.
De gemeente maakte tot 1 januari 2015 deel uit van het arrondissement Thionville-Ouest toen het arrondissement werd samengevoegd met het arrondissement Thionville-Est tot het arrondissement Thionville.

## Bezienswaardigheden
- Standbeeld Notre-Dame de Hayange op een heuvel boven de stad. Het beeld werd gebouwd in 1903-1904 naar het voorbeeld van Notre-Dame de Sion in Vaudémont. Het beeld is 7 meter hoog en staat op een sokkel van 14 meter. Het werd gerestaureerd in 1982.
- Sint-Martinuskerk (1883-1884) die een eerdere, te klein geworden kerk uit 1771 verving. Het geklasseerde orgel van de kerk is van de firma Dalstein Haerpfer en dateert uit 1895.[3]
- Musée des mines de fer de Neufchef

## Geografie
De oppervlakte van Hayange bedroeg op 1 januari 2022 12,21 vierkante kilometer; de bevolkingsdichtheid was toen 1.311,5 inwoners per km². Het stadscentrum van Hayange ligt in een dal.
De onderstaande kaart toont de ligging van Hayange met de belangrijkste infrastructuur en aangrenzende gemeenten.

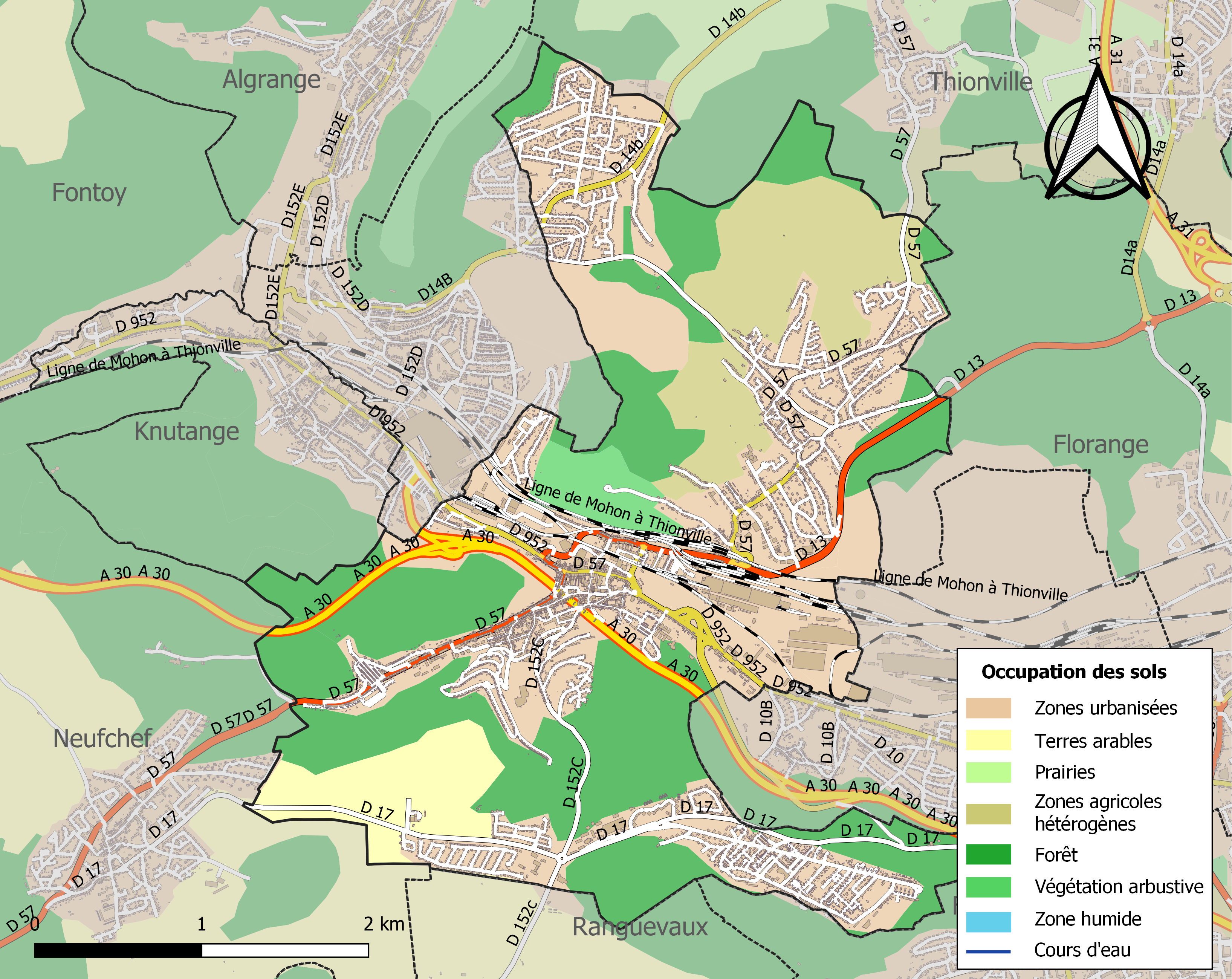

## Demografie
Rond 1900 telde de gemeente ongeveer 8500 inwoners. Onderstaande figuur toont het verloop van het inwonertal (bron: INSEE-tellingen).

## Verkeer en vervoer
In de gemeente ligt station Hayange.
De autosnelweg A30 loopt door de gemeente.

## Geboren
- Gabriel Jean Joseph Molitor (1770-1849), maarschalk
- Casimir de Balthasar (1811-1875), kunstschilder
- Joseph Barba (1840-1926), scheepsontwerper
- Jean Kobs (1912-1981), dichter